# Virpur
Virpur är en ort i Indien.   Den ligger i distriktet Kheda och delstaten Gujarat, i den centrala delen av landet, 700 km sydväst om huvudstaden New Delhi. Virpur ligger 107 meter över havet och antalet invånare är 8 866.
Terrängen runt Virpur är platt. Runt Virpur är det tätbefolkat, med 397 invånare per kvadratkilometer. Närmaste större samhälle är Lūnāvāda, 14,9 km sydost om Virpur. Trakten runt Virpur består till största delen av jordbruksmark.